# Barnardsittich
Der Barnardsittich (Barnardius barnardi) ist eine Art der Papageien innerhalb der Tribus der Plattschweifsittiche. Seine systematische Stellung ist jedoch umstritten. Von einigen Autoren wird er als Platycercus barnardi der Gattung der Plattschweifsittiche zugeordnet, andere betrachten ihn lediglich als Unterart des Ringsittichs (Barnardius zonarius). Der Barnardsittich ist nach dem britischen Naturkundler Edward Barnard (1786–1861) benannt.
Es wurden zwei Unterarten dieser Art beschrieben.

## Erscheinungsbild
Der Barnardsittich erreicht eine Körperlänge von 35 Zentimetern und wiegt zwischen 102 und 149 Gramm. Barnardsittiche sind damit mittelgroße Papageien, für die ein langer, stufiger Schwanz charakteristisch ist. Anders als bei der Gattung der Plattschweifsittiche fehlt den Barnardsittichen eine Sprenkelung auf dem Rückengefieder. Der blaue Wangenfleck ist nur sehr undeutlich vom übrigen Kopfgefieder abgesetzt.
Kopf und Nacken des Barnardsittich sind leuchtend grün. Charakteristisch für diese Art ist das rote Stirnband. Vorderrücken und Schulterfedern sind tief blauschwarz. Bürzel und Oberschwanzdecken sind leuchtend gelblich grün. Der Flügelbug ist von blauer Farbe. Die kleinen Flügeldecken sind gelblich grün. Weibchen weisen eine etwas blassere Färbung als Männchen auf.

## Verbreitung und Lebensraum
Das Verbreitungsgebiet des Barnardsittichs ist das Landesinnere Ost-Australiens. Er kommt hier vom Gulf of Carpentaria im Nordwesten von Queensland bis in den Nordwesten des australischen Bundesstaates Victoria und in den Südosten von South Australia vor. Er fehlt in den Küstengebieten.
Der Barnardsittich ist ein Vogel der sogenannten Mallee-Regionen. Die „scrubs and shrublands“ (Gebüsche und Buschformationen, MVG 14) bestehen aus zwei bis zehn Metern hohen Eukalyptus-Sträuchern. Die als Mallee bezeichneten Arten besitzen Lignotuber und sind mehrstämmig. Es gibt rund 200 Mallee-Eukalyptus-Arten. Sie bilden die trockensten Eukalyptus-Gesellschaften und treten am häufigsten in Gebieten mit 200 bis 350 mm (130 bis 800) Niederschlag auf, besonders in Mittelmeerklima mit Winterregen (Zonobiom IV). Bei mehr Regen dominieren einstämmige Eukalypten, bei weniger Akazien. Barnardsittiche kommen in nahezu allen Regionen mit Mallee-Bestand vor. Sie bewohnen außerdem Baumsavannen, die mit Eukalyptus- und Callitris-Bäumen bestanden sind. Agrarzonen werden von ihnen gleichfalls besiedelt, soweit sie in ihrer Randzone Baumbestand aufweisen. Sie kommen außerdem in Galeriewäldern vor.

## Verhalten
Barnardsittiche leben paarweise oder in kleinen Schwärmen. Sie suchen ihre Nahrung am Boden oder auf den äußeren Zweigen von Eukalyptusbäumen. Sie sind gelegentlich auch mit Strohsittichen, Blasskopfrosellas, Singsittichen sowie Blutbauchsittichen vergesellschaftet. Barnardsittiche sind tagaktive Vögel, die nach Sonnenaufgang zunächst Wasserstellen aufsuchen und dann zu ihren Nahrungsgründen weiterfliegen. Mittags suchen sie im Schatten von Bäumen und Sträuchern Schutz. Eine zweite Aktivitätsphase setzt in der Dämmerung ein. Barnardsittiche gelten als standorttreue Vögel.
Die Nahrung der Barnardsittiche besteht aus den Samen von Gräsern und krautigen Pflanzen sowie Beeren, Früchten, Blüten, Knospen und Insekten und deren Larven. Barnardsittiche sind Höhlenbrüter, die gewöhnlich in Eukalyptusbäumen nisten. Das Vollgelege besteht aus vier bis sechs Eiern. Die Brutdauer beträgt 20 Tage. Es brütet nur das Weibchen. Die Jungvögel verlassen im Alter von etwa fünf Wochen die Nisthöhle. Sie bilden dann mit den Elternvögeln kleine Familienverbände.

## Haltung als Ziervogel
Barnardsittiche sind häufig als Ziervögel anzutreffen. Sie gelten allerdings als streitlustig und sollten daher nur als Paar gehalten werden. Artgenossen oder auch nur nah verwandte Arten sollten nicht einmal in der Nachbarvoliere gehalten werden. Als Futter erhalten sie eine handelsübliche Körnermischung für Großsittiche sowie Obst und Beeren.

## Belege